# マーキュリー・アトラス5号
マーキュリー・アトラス5号 (マーキュリー・アトラス5ごう、英: Mercury-Atlas 5、以下MA-5とも記述) は、アメリカ合衆国のマーキュリー計画における無人の宇宙飛行である。1961年11月29日に、チンパンジーのイーノス (Enos) を乗せて発射された。宇宙船は地球を2周し、バミューダ諸島の南方約320キロメートルに着水した。

## 背景
ソビエト連邦は1961年11月までに、 ボストーク1号と2号の有人飛行でユーリ・ガガーリンとゲルマン・チトフを軌道上に送っていた。一方、アメリカ合衆国はかろうじて弾道飛行だけを行っている状態だった。当時NASAはマーキュリー・アトラス計画の一環としてチンパンジーを軌道上に送ることについてずっと議論しており、NASA本部はジョンソン宇宙センターが主張する、もう1機の無人のマーキュリー宇宙船を打ち上げるという案に疑問を呈していた。
NASA広報室は飛行前の報道発表で、「マーキュリー計画の担当者らは、人間の飛行士を危険にさらす前にチンパンジーに軌道飛行をさせることは、マーキュリー計画全体にとって必要な予備検査であると主張している」との声明を発した。

## 発射および軌道上

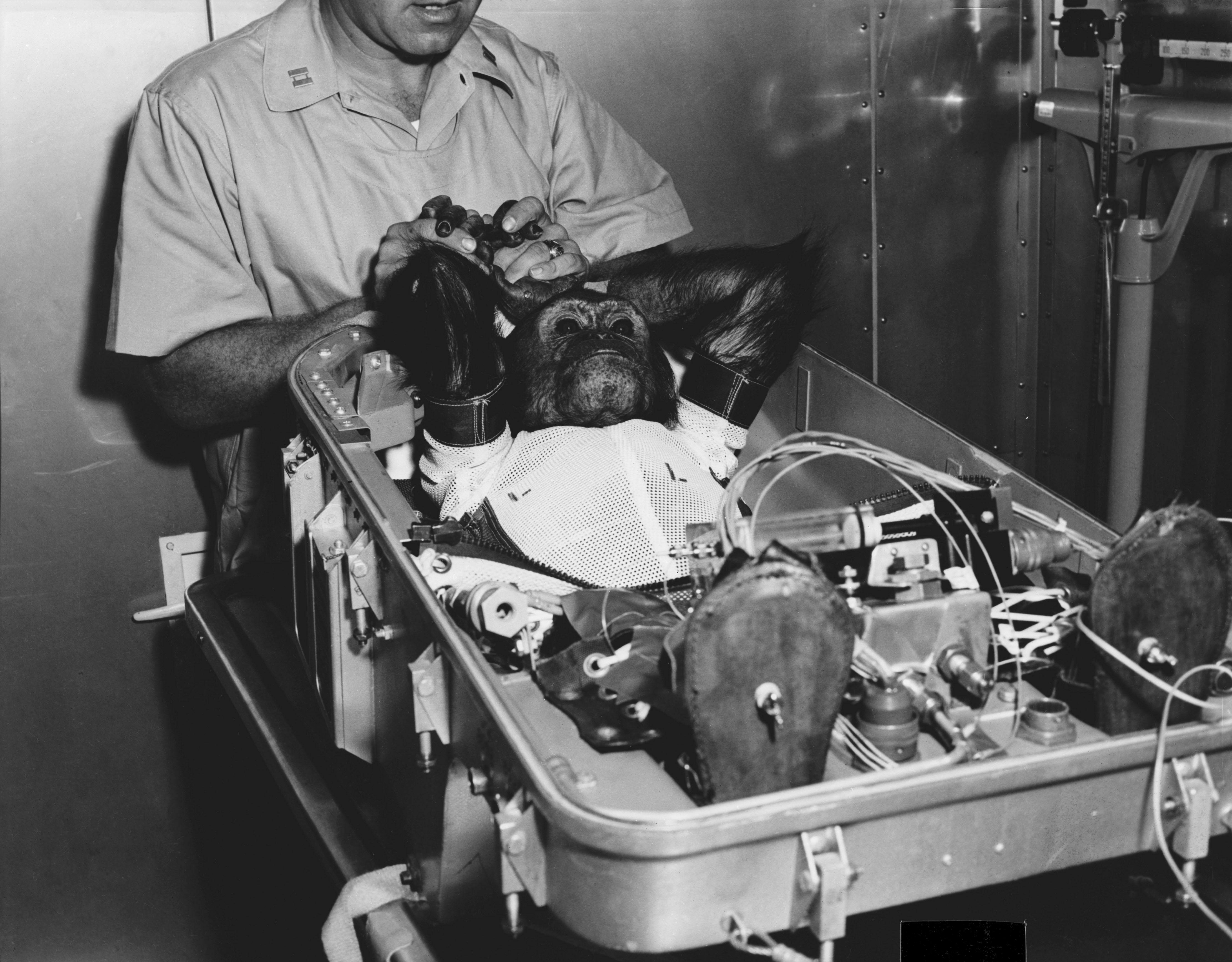
座席に収められ、宇宙船に投入される準備をするイーノス。

この飛行には、マーキュリー宇宙船9号とアトラスロケット93-D号が使用された。宇宙船は1961年2月24日にケープ・カナベラルに到着したが、飛行前準備には40週を要し、これはマーキュリー計画の中で最長のものであった。9号の飛行目的は何度も変わり、当初は計器による弾道飛行が設定され、次にチンパンジーを乗せての弾道飛行、さらに軌道を3周する計器飛行となり、最終的にイーノスを乗せての周回飛行となった。
同年9月のMA-4の成功により、アトラスロケットの信頼性は高まった。11月には猿を乗せたアトラスEが発射に失敗していたが、NASA高官はこれはマーキュリー計画で使用されるアトラスDとは違う形式のロケットであり、この事故は何の関連性もないと保証した。MA-4は順調に機能したが、発射から20秒までの間の高いレベルの振動には依然として懸念があった。そのためMA-5の自動操縦装置は、この問題を修正すべく若干の変更が加えられていた。
アトラス93Dの射場安全管理システムは、支持エンジンに手動による停止指令を送れるよう修正された。これはもしエンジンの過加速が発生したとき、宇宙船が予定よりも高い軌道に打ち上げられてしまうことを防止するためのものであった。
遠隔装置は、それ以前に使用されていた真空管を基本にした大きくてかさばるものから、すべてが半導体化されたよりコンパクトなものに変更された。
アトラス93Dにもまた、発射前のジャイロスコープモーターの適切な作動を保証するため新たにセンサーが装備された。3Bと17Eという2回のアトラスミサイルの発射試験は、ジャイロのモーターが正確に作動しなかったことが原因で失敗していた。
MA-5は、来たるべき有人軌道飛行であるMA-6の近似値を取るように計画されていた。ケープ・カナベラルの空軍基地14番発射台から72.51度北東に向けて発射され、軌道投入はケープ・カナベラルから770キロメートル、高度160キロメートル、速度は毎秒7,832メートルとなる予定だった。また逆噴射は発射から4時間32分26秒後に行われ、宇宙船は逆噴射から21分49秒後に着水、大気圏再突入の際の温度は耐熱板の部分で1,650°C、アンテナ格納部分で1,090°C、前部の円筒形の部分で582°C、機体の円錐形の部分で682°Cとなっていた。さらに使用済のアトラスの支持エンジンは、軌道を9⅓周した後、大気圏に再突入すると予想された。
MA-4では当初は宇宙船9号が使用される予定だったが、代わりに発射に失敗したMA-3で使用された8号が改修して使用された。9号は大きな矩形の窓を持ち、爆発ボルトでハッチを吹き飛ばすことのできる「マークII」と呼ばれる形式の2番機であり、一方で旧式の「マークI」は小さい丸形の窓と頑丈なハッチのロック機構を持つものであった。ガス・グリソムが搭乗したMR-4の飛行では、既にマークIIが使用されていた。だが大型の窓が大気圏再突入の際のさらなる高温に耐えられるかどうかを保証するためには、適切な軌道飛行をして検証することが求められていた。
1961年10月29日、3匹のチンパンジーと12名の医療専門家が発射準備のためケープ・カナベラルの専門区画に移動した。MA-5の飛行に選抜されたチンパンジーに与えられたイーノス (Enos) という名前は、ヘブライ語で「人間」を意味する。イーノスの予備として (いつでも呼び出せるように) 選ばれたのは、ドゥエイン (Duane)、ジム (Jim)、ロッキー (Rocky)、そしてマーキュリー・レッドストーン2号で飛行したことのあるハム (Ham) の4匹だった。イーノスはアフリカのカメルーン出身で、元はチンパンジー81番と呼ばれ、1960年4月3日に空軍が購入した。飛行当時は約5歳で、体重は40ポンド (18キログラム) よりもわずかに下だった。
1961年11月29日、発射の約5時間前、イーノスと宇宙服仕様の座席が宇宙船に挿入された。秒読みは様々な理由で一時停止され、2時間38分かかった。発射は15時08分UTCに行われ、アトラスはMA-5宇宙船を高度159から237キロメートルの軌道に打ち上げた。改良された自動操縦装置は問題なく作動し、振動を許容できるレベルにまで抑え、ロケットの挙動は全体的に何の異常もなく良好なものであった。
機体の反転と減衰比の操作で、搭載された27.9キログラムの姿勢制御用燃料のうち2.7キログラムを消費したが、これはMA-4が同じ操作で使用した量よりは少ないものであった。MA-5は、機体が軌道に対し34度の角度を取るように姿勢制御用ロケットを噴射するよう設定されていた。最初に地球を一周する間に、正しい姿勢を保つために推進器が使用した燃料はわずか0.68キログラムだった。
最初の一周が終わるとき、宇宙船の時計が18秒進み過ぎていることがわかったため、ケープ・カナベラルを通過する際に時計を正しく合わせるための指令が送られたが、管制室はそれ以外は宇宙船のすべての機能が順調であるという情報を受信した。
その後2周回目の初めに大西洋上の追跡船を通過した際、逆変換装置の温度が上昇していることを示す情報が送られてきた。またカナリア諸島の追跡所も、環境制御装置の故障を確認した。温度の異常な上昇は初期の飛行でも発生したことがあり、そのような場合、原因は逆変換装置が作動し続けているか、あるいは待機モードに切り替えられていることだったが、管制センターでは何の警報も発せられなかった。オーストラリアのムチアに設置されていた追跡センター（Muchea Tracking Station）で検知した時には、推進器が作動し宇宙船が軌道を逸脱したことが検知されたが、他のデータは機体が34度の姿勢を保持していることを示していた。さらにオーストラリアのウーメラ追跡基地を通過した際には姿勢制御の問題は検知されなかったため、最初の警報は無視された。

### 問題
MA-5がカントン島の追跡基地に到達したとき、管制室は宇宙船の姿勢制御装置が故障していることに気づいた。燃料供給ラインの中にあった金属片が、機体を時計回りに回転させる姿勢制御ロケットのうちの1機に不具合を発生させていたのである。これにより船体の姿勢がぶれ始めたが、自動姿勢安定制御装置が作動して正しい状態に戻した。この装置は宇宙船が正常な34度の角度からずれると自動的に元に戻すように設定されており、逆噴射の前までにこのずれと修正の過程が9回くり返された。また逆噴射が行われた後、大気の影響で0.05 g (0.49 m/s²) の加速度を受けたという信号が送られてくるまでの間にも、もう一度同じ操作が行われた。軌道2周目の間に残りの正常な推進装置が、宇宙船を適切な姿勢に保つために4.3キログラムの燃料を消費した。1周目全体で使用された量はわずか0.68キログラムだったが、2周目では1回の姿勢制御の操作につき0.45キログラムが費やされた。
軌道2周目の間に、姿勢制御のトラブルに加え環境制御システムが問題を起こし始めた。宇宙服仕様の座席の温度が、18℃から30℃に急激に上昇したのである。原因は熱交換器が凍ってしまったからではないかと思われた。座席の温度の上昇により、イーノスの体温がそれまでの37℃から38℃にまで達してしまい、医療班が体調を心配し始めたが、最終的に体温は38.1℃で安定した。これは環境制御システムが再び機能し始めたことを示していた。冷却システムは正常に戻ったように見えたが、姿勢制御の問題は継続していた。
軌道2周目で宇宙船がハワイに接近したとき、医療班はイーノスに3周目を行わせたいとの意思を示したが、技術班は故障したエンジンが燃料を大量に消費していることを懸念していたため、姿勢制御用のガスを使い切ってしまう前に飛行を中止することを進言した。
飛行司令官のクリストファー・クラフト (Christopher Kraft) は、必要であれば宇宙船を太平洋に着水させるため、逆噴射の準備を始めるようにハワイの管制所に伝えた。またカリフォルニア州のポイント・アルゲロ (Point Arguello) 基地に対しても、MA-5がその上空を通過したら逆噴射開始の準備をするように告げた。彼はカリフォルニア州近辺の2周目の指定逆噴射ポイントまでは、宇宙船が飛行を続けることを許可した。2周目の第1回収地点に降りるための、大西洋上の指定逆噴射ポイントに到達する12秒前にクラフトはイーノスを地球に戻すことを決断し、ポイント・アルゲロの主任飛行管制官アーノルド・アルドリッチ (Arnold Aldrich) が逆噴射の指令を発した。
大気圏再突入の前にもう一度姿勢の逸脱があったが、それ以外の再突入と回収作業には何の異常もなかった。予測着水点ステーション8では、駆逐艦USSストームズ (USS Stormes)、USSコンプトン (USS Compton)、P5M飛行艇が待機していた。発射から3時間13分後、着水の9分前、飛行艇が高度1500メートルで主パラシュートを展開して降下するMA-5を発見し、その情報は48キロメートル離れたところにいるストームズとコンプトンにも伝えられた。宇宙船の回収システムはSARAHビーコン (Search And Rescue And Homing beacon, 探索・救助および追尾用電波標識) に問題があったが、それ以外はすべて正常に機能した。降下する間、機体は回転し続け、また着水の過程を報告していた。着水後、ストームズが到着するまで、宇宙船は1時間15分にわたりその場所に待機していた。イーノスとMA-5はストームズに引き上げられ、その甲板上で爆発ボルトに点火され、外側から引き綱を引っぱってハッチが解放された。ハッチを爆破したことにより、宇宙船の写真撮影用窓にひびが入った。

## 帰還後

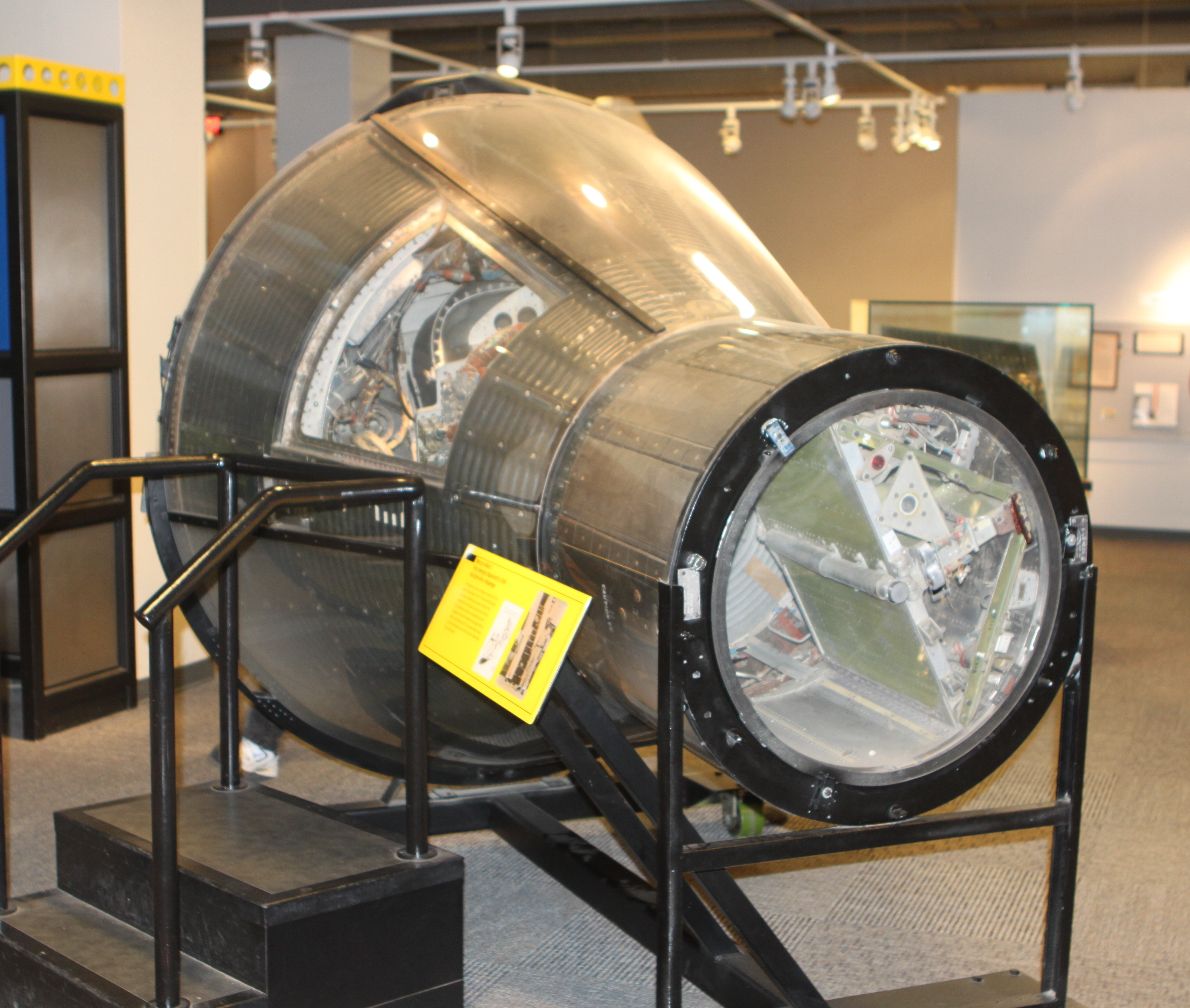
ノースカロライナ州ダーラムの生命科学博物館に展示されている、マーキュリー・アトラス5号の飛行で使用された9号宇宙船。

イーノスは宇宙船と共に良好な状態で飛行を切り抜けたことがわかったが、すべての医療用電極と尿回収装置を体から引きはがしてしまっていた。
1962年11月4日、イーノスは当時は抗生物質に耐性であった細菌性赤痢で死亡した。彼は死亡前の2ヶ月にわたり常時監察下に置かれていたが、ホローマン (Holloman) 空軍基地の病理学者らは、1年前の宇宙飛行に起因あるいは関連する症状は何も発見されなかったと報告した。
マーキュリー宇宙船は、今や人間を軌道上に乗せるに足りる信頼性があることを実証した。